# W90式203毫米自行加榴炮
W-90式203毫米牵引式榴弹炮是中华人民共和国北方工业公司与英国SRC公司（布尔博士当时所在公司）、西班牙ERT公司共同联合研制203毫米牵引炮系统：采用45倍口径身管，发射榴弹的最大射程为40千米，发射底排弹的最大射程为50千米。具体的分工是由英国SRC公司进行工程图纸设计，北方工业公司制造两门样炮，并进行扩大范围的实验。在203毫米牵引火炮原理论证炮做内、外弹道试验时，曾用美国M107式175毫米自行加农炮的M158履带式底盘作为203毫米牵引火炮的活动炮架。
但因技术原因不过关，该火炮研制项目是既费时又费钱的项目，几经权衡，而终止研发项目。例如，该炮为追求火炮减重，炮口制退器效率过高，导致炮口冲击波过大，噪音大，对火炮阵地人员、火炮的配套仪器设备、临近的防御工事等都有很大的伤害或损害。

## 外部連結
- W90式203毫米自行榴弹炮
- 中国203毫米加榴炮